# جليد غطائي

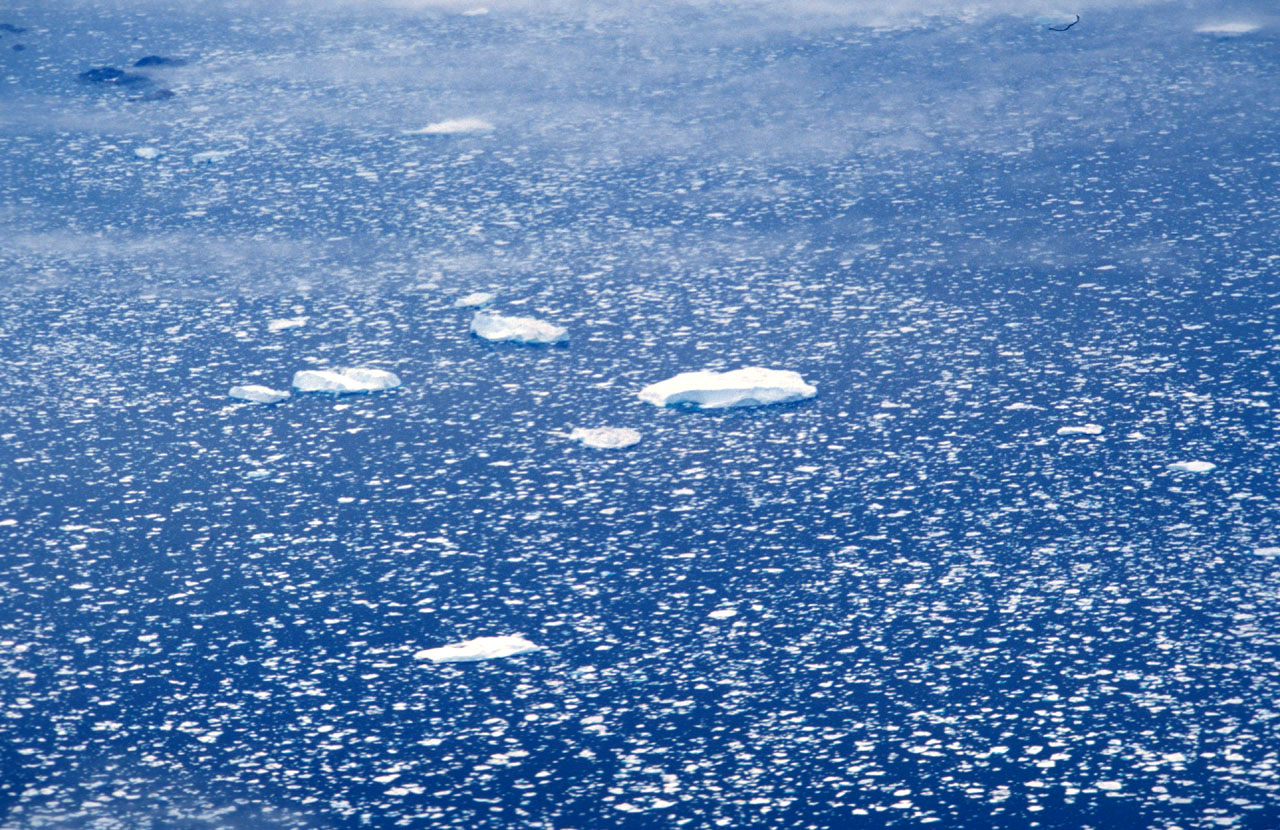
جليد غطائي في غرينلاند.

الجليد الغطائي أو الجليد الانجرافي هو الطبقة الجليدية التي تتكون نتيجة لتجمد الطبقة السطحية للمياه ويكون سُمك هذه الطبقة بين سبعة أو ثمانية أقدام، وقد تقطعها شقوق متباعدة تظهر من تحتها مياه البحر التي تظل دائماً سائلة، عادةً ما تكون طبقة الجليد قوية بحيث يمكن التنقل فوقها، إذ يزداد سمك هذه الطبقة خاصةً في فصل الشتاء، وفي فصل الصيف فإنها تنكمش ويقل سمكها وقد تتقطع في أطرافها وتتحول إلى كُتل متفرقة تدفعها الرياح أو تدفعها تيارات البحر في اتجاه المياه الأدفأ.